# فيليرا
فيليرا (Φιλλύρα) هي مدينة في رودوبي في مقاطعة فوريا إلادا في اليونان.